# Missing in Action
Missing in Action  (bra: Braddock - O Super Comando{{nota de rodapé|Pelas normas ortográficas em vigor, corroboradas pelo [[Acordo Ortográfico de 1990|NAO 1990]], o título brasileiro desse filme deveria ser grafado Braddock - O Supercomando. O prefixo super- se liga ao termo posterior sem hífen, desde que ele não comece com r ou h.}}; prt: Desaparecido em Combate) é um filme estadunidense de 1984, dos gêneros ação e guerra, dirigido por Joseph Zito, com roteiro de James Bruner, John Crowther, Lance Hool baseado em personagens criados por Arthur Silver, Larry Levinson e Steve Bing.

## Sinopse
O coronel das Forças Especiais James Braddock precisa trazer de volta soldados norte-americanos que ainda estão sendo mantidos como prisioneiros no Vietnã. Contando com a ajuda da funcionária do Departamento de Estado e de um ex-colega de Exército, Braddock reúne informação altamente confidencial e armamento de última geração. Braddock forma então um exército de um homem só, disposto a invadir o Vietnã para localizar e salvar seus companheiros restantes desaparecidos em combate.

## Elenco
- Chuck Norris.... James Braddock
- Lenore Kasdorf.... Ann
- M. Emmet Walsh.... Tuck
- David Tress.... senador Porter
- James Hong.... general Trau
- Ernie Ortega.... Vinh
- Pierrino Mascarino.... Jacques
- Erich Anderson.... Masucci